# Dmitri Wassiljewitsch Grigorowitsch

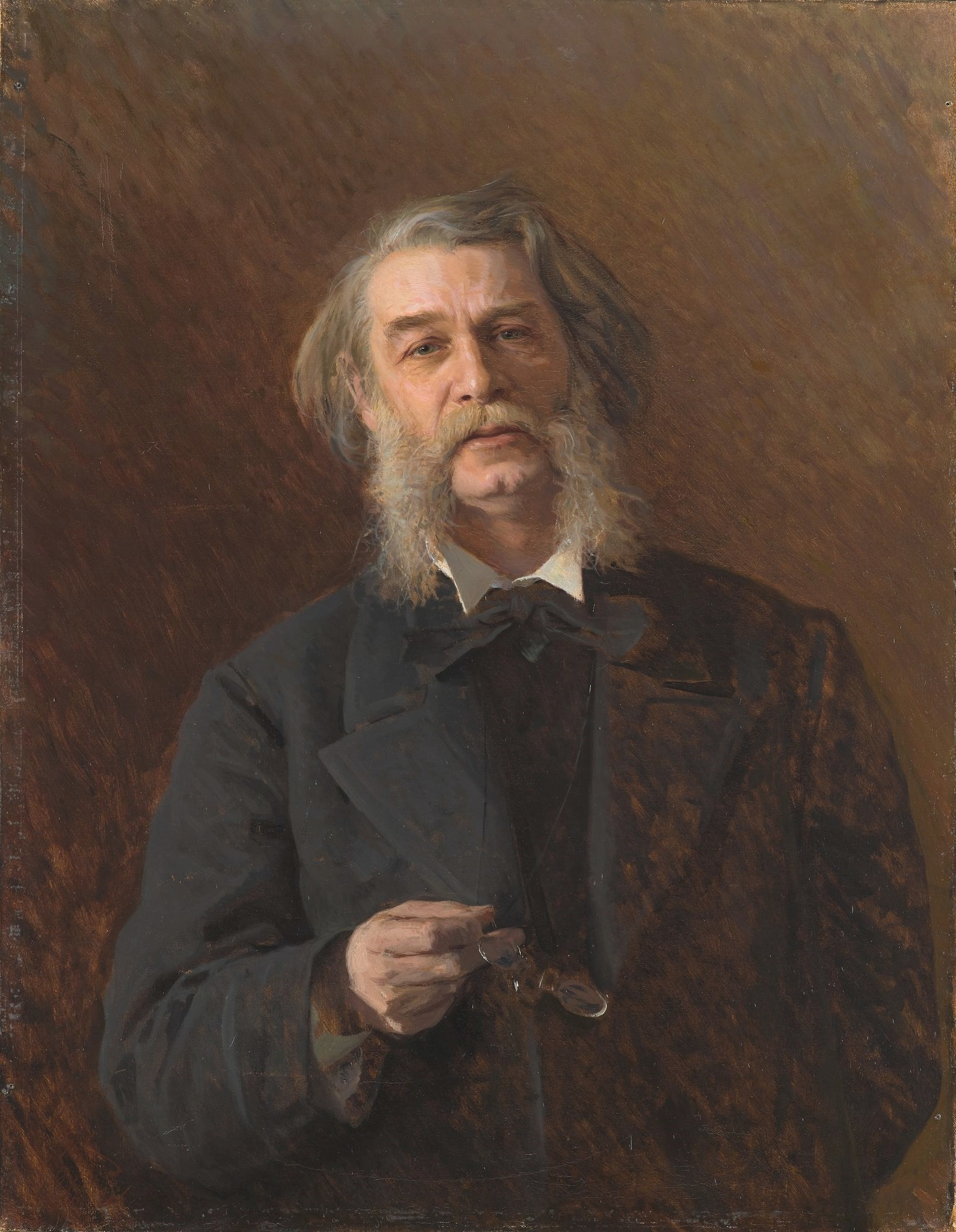
Porträt Grigorowitschs (1876) von Iwan Kramskoi

Dmitri Wassiljewitsch Grigorowitsch (russisch Дми́трий Васи́льевич Григоро́вич, wiss. Transliteration Dmitrij Vasilʹevič Grigorovič; * 19. Märzjul. / 31. März 1822greg. in Nikolskoje-na-Tscheremschane, Ujesd Stawropol; † 22. Dezember 1899jul. / 3. Januar 1900greg. in Sankt Petersburg) war ein russischer volkstümlicher Schriftsteller. Er galt als eine bedeutende Figur in Russlands Literaturkreisen des 19. Jahrhunderts sowie als ein Mentor des Schriftstellers und Dramatikers Anton Tschechow.

## Leben
Grigorowitsch wurde 1822 als Sohn eines russischen Gutsherren und einer Französin in der Ortschaft Nikolskoje-na-Tscheremschane im damaligen Gouvernement Simbirsk geboren. Er wuchs bei Kaschira südlich von Moskau auf und wurde mit acht Jahren auf eine französische Schule in Moskau sowie später zur Ingenieursschule in Sankt Petersburg geschickt. Zu dieser Schule ging er von 1836 bis 1840. Dort freundete er sich unter anderem mit dem späteren Autor Fjodor Dostojewski an. Da Grigorowitsch bei sich kein Interesse für Technik entdecken konnte, wechselte er später auf die Petersburger Kunstakademie. Dort studierte er Kunstgeschichte und lernte weitere Nachwuchsliteraten kennen, unter ihnen die Dichter Schewtschenko und Nekrassow. In Zusammenarbeit mit dem Letzteren schrieb Grigorowitsch fürs Almanach Physiologie Petersburgs eine Kurzgeschichte, die auf eine positive Kritik des bekannten Publizisten Belinski stieß.
1846 veröffentlichte Grigorowitsch im Literaturmagazin Otetschestwennye Sapiski sein erstes größeres Werk, die Novelle Das Dorf, und ein Jahr später folgte Anton der Pechvogel im Sowremennik. Diese beiden Erzählungen wurden in einem Stil geschrieben, der auch für spätere Grigorowitsch-Werke charakteristisch ist: Im Mittelpunkt der Handlung steht stets der Alltag der einfachsten russischen Bauern. Dass Grigorowitsch, der selber aus dem Adel stammte und ein typisches Bauernleben nicht hinreichend kannte, diesem Alltag mitunter zu viel Romantik und Sentimentalität beimaß, brachte ihm viel Kritik auch in angesehenen Literaturkreisen. Hingegen wurde sein Werk von denjenigen seiner Zeitgenossen geschätzt, die in ihren Werken selbst Mitgefühl mit der Bauernschaft auszudrücken suchten (darunter Nekrassow sowie Leo Tolstoi).
Die vielfache Kritik bewegte Grigorowitsch Anfang der 1860er-Jahre letztendlich dazu, mit der Sowremennik-Redaktion zu brechen, für mehrere Jahrzehnte jegliche literarische Tätigkeit aufzugeben und sich stattdessen der Arbeit in der Gesellschaft zur Förderung der Künste und als korrespondierendes Mitglied der Russischen Akademie der Wissenschaften zu widmen. Erst in den 1890er-Jahren schrieb er wieder mehrere Bücher, darunter die Kindernovelle Der Junge aus Guttapercha.

### Verhältnis zu Tschechow

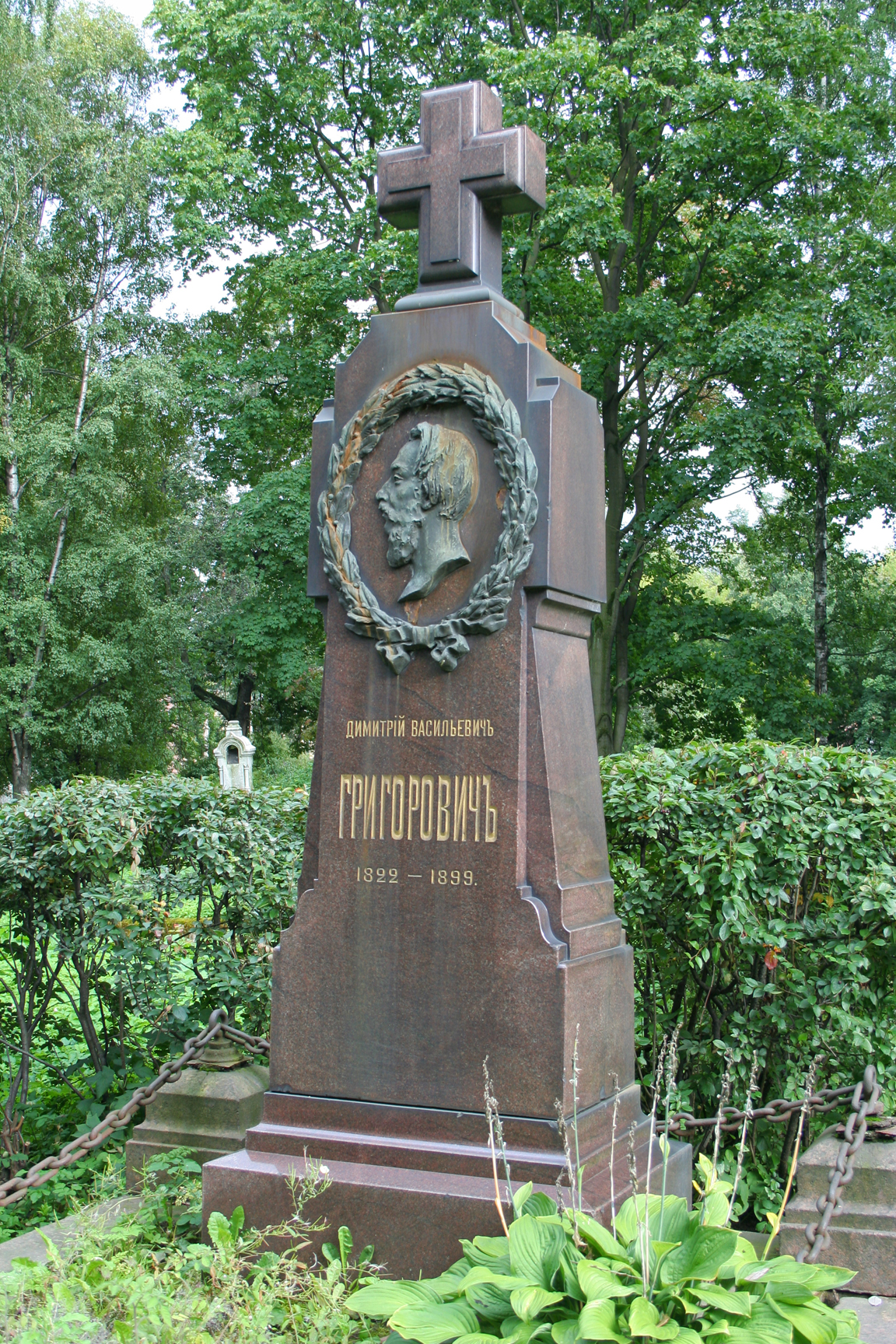
Grigorowitschs Grab auf dem Petersburger Wolkowo-Friedhof

Im Dezember 1885 traf Grigorowitsch in Sankt Petersburg erstmals den Nachwuchsautor Anton Tschechow, der auf Initiative seines späteren Verlegers Alexei Suworin dorthin eingeladen wurde und im Zuge dessen erste Bekanntschaft mit der Petersburger Literaturszene machen konnte. Grigorowitsch schätzte Tschechows Werk sehr hoch ein und lobte mehrfach seine literarische Begabung. So schrieb er ihm im März 1886: „Sie haben ein echtes Talent, ein Talent, das Sie hoch über den Kreis von Schriftstellern der neuen Generation hinaushebt“. Grigorowitsch war es auch, der Tschechow ausdrücklich dazu riet, nicht mehr unter Pseudonym zu schreiben sowie sich schon mal im Roman-Genre zu versuchen. In der Tat veröffentlichte Tschechow, für den Grigorowitschs Lob einen enormen Motivationsschub bedeutete, seine Werke ab 1886 unter dem richtigen Namen und hegte eine Zeit lang Pläne, seine Novelle Die Steppe zu einem Roman umzuschreiben.

## Werke (Auswahl)
- als Wassilij Grigorowitsch, Vasilij Grigorovič: Die Drehorgelspieler von Sankt Petersburg. (russ. 1843.) Übers. Heinrich Riggenbach. Sanssouci, Zürich 1978 ISBN 3725403201
- Das Dorf. russ. Деревня Novelle, 1846
- Anton der Pechvogel. russ. Антон-Горемыка Novelle, 1847
- Die Fischer. russ. Рыбаки Roman, 1853
- Die Übergesiedelten. russ. Переселенцы Roman, 1855[2]
- Der Junge aus Guttapercha (russ. Гуттаперчевый мальчик; Novelle, 1893)